# Hindu imafüzér

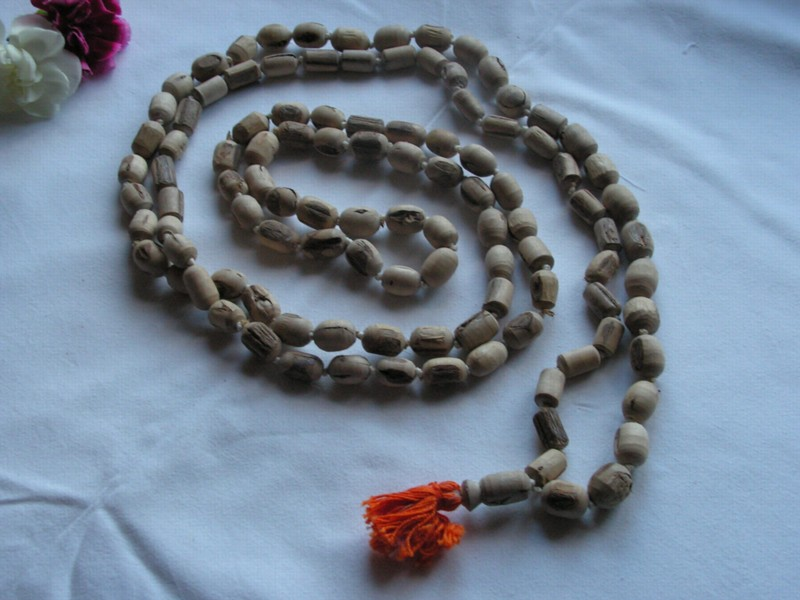
A dzsapa-málá 108 szemes hindu imafüzér

A hindu imafüzér, vagy másképp dzsapa-málá vagy egyszerűen csak málá (szanszkrit: माला; mālā) a legrégebbi hindu hagyományokból ered. A tradicionális hindu „jappa mala” rudraksha vagy tulsi fából készül. A hindu hagyományból és gyakorlatból vették át később a buddhisták. Mindkét vallás gyakorlóinál hagyományosan használt eszköz a lelki gyakorlatok során, mely a mantrák számlálására szolgál a meditáció közben. 
Jellemzően 108 szemes, de a hinduknál elfogadott még a 9, 18, 27, 54 és 72 szemes málá is. A málá szemeinek száma, minden kombinációban nagyon mély filozófiai, vallási tartalmat hordoz. A hinduk szerint a szívből 108 véna ágazik ki, mely átfonja a testet, így a 108-szor elmondott mantra képes az egész testet megtisztítani. A hindu ayurveda szerint az emberi testben 108 marma pont található, mint ahogyan 108 féle földi vágya van a halandóknak. A szanszkrit ábécé jelenleg 54 betűből áll. A Nap átmérője 108-szorosa a Földének. A távolság a Nap és a Föld között 108-szorosa a Nap átmérőjének. A Föld és Hold közötti átlagos távolság 108 szorosa a Hold átmérőjének. Az egészséges emberi szív általában 72 szer dobban egy perc alatt.
A hinduk használaton kívül jellemzően a nyakukba akasztva viselik. A hinduk szerint ha valaki a nyakában viselt málában bárhol megfürdik, az olyan erejű tisztító hatással bír, mintha egyenesen a Gangesz vizében vagy más szent folyóban fürdött volna meg. A hinduk a hüvelyk és középső ujjuk között pergetik, a buddhisták a mutató és hüvelykujj között. A hinduk készítenek málát különféle nemes kövekből is. Elsősorban hegyikristály, vörös és fehér korall, achát, kagyló és igazgyöngy alapanyagokból.